# Euxoa latebra
Euxoa latebra là một loài bướm đêm trong họ Noctuidae.